# European Kings Club
Der European Kings Club (EKC) war ein 1991 lanciertes betrügerisches Ponzi-Schema mit sektenartigen Zügen, welches im Herbst 1994 zusammenbrach. 80.000 Anleger, davon 20.000 aus der Schweiz und ebenso viele aus Österreich, verloren insgesamt 1,6 Milliarden Franken. Die Leiterin der Organisation war Damara Bertges, zusammen mit dem ehemaligen Arzt Hans Günther Spachtholz. Die Zentrale des European Kings Club befand sich in der hessischen Kleinstadt Gelnhausen.
Vor allem in die IT-Infrastruktur wurden Millionenbeträge investiert, was es den Ermittlern sehr schwer machte, entsprechendes Beweismaterial zu sichern. Trotz mehrerer Durchsuchungen durch die Ermittlungsbehörden konnte nur wenig Beweismaterial gesichert werden. Dieser Tatsache ist es auch zu verdanken, dass das System so lange erfolgreich agieren konnte.
Jeder Teilnehmer konnte sogenannte „Letters“ kaufen zu einem Stückpreis von über 1400 Franken, mit einer versprochenen Ausschüttung von 12 Monatsraten zu 200 Franken. In den Schweizer Kantonen Uri und Glarus investierte etwa jeder zehnte Erwachsene in das Schneeballsystem. In der Schweiz verloren 20.000 Anleger ihr Geld, einige davon ihr gesamtes Erspartes.
Der Club war zudem von einer starken konspirationistischen Ideologie geprägt, nach der die Banken, die Europäische Gemeinschaft und die Freimaurer den kleinen Mann ausbeuten würden. Allerdings wurden diese Ideologien auch von den Mitgliedern nur wenig geteilt bzw. ernst genommen.
Damara Bertges wurde im November 1994 verhaftet und wegen Betrugs und illegaler Banktätigkeit angeklagt. 1997 wurde sie in Frankfurt wegen Betrugs und Gründung einer kriminellen Vereinigung zu 8 Jahren Gefängnis verurteilt.
Bis heute hat der Club eine kleine Zahl von Anhängern. Eine EKC-Partei wurde sogar in der Schweiz gegründet, deren Gründer wiederum verschenkte als Pflichtlektüre das in Deutschland und der Schweiz wegen antisemitischer Volksverhetzung indizierte Buch Geheimgesellschaften und ihre Macht im 20. Jahrhundert von Jan van Helsing.

## Dokumentation
- Hansjürg Zumstein: Das Schneeballsystem des European Kings Club | Schweizer Kriminalfälle | SRF Dok. Video, Erstausstrahlung vom 15. Juli 2010 (33 Min., YouTube).